# MAT Holdings
MAT Holdings ist ein privater amerikanischer Mischkonzern.
Er wurde 1984 als Midwest Air Technologies gegründet und hat sich seitdem vor allem zu einem Zulieferer für Bremsen entwickelt. 2015 wurden die Federal-Mogul-Werke in Marienheide und Noyon übernommen, die Brems- und Kupplungsbeläge herstellen. Außerdem übernahm die MAT Holdings die Fräger-Gruppe und die Präzisionstechnik Reichenbach.
2016 betrug die Mitarbeiterzahl etwa 16.000 und es wurde ein Umsatz von 1,6 Mrd. US-Dollar erwartet.

## Tochterunternehmen
- USA
  - Midwest Air Technologies
  - GRI Engineering
  - MAT Industries (vormals DeVilbiss Air Power Company): pneumatische Werkzeuge
  - MAT Engine Technologies
  - Ride Control

- Europa
  - Roulunds Braking
  - Eurac Holdings
  - Meneta
  - MAT Foundries Europe
  - Dania